# Lisnagade Ráth

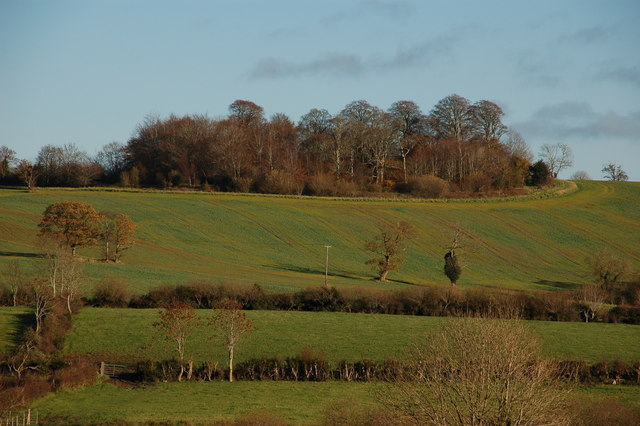
Lisnagade

Lisnagade Ráth (irisch: Lios na gCéad – Fort der Hundert) ist ein Ringfort zwei Kilometer östlich von Scarva im County Down in Nordirland. Die größte und zu den besterhaltenen Raths in Irland zählende Struktur mit einem äußeren Durchmesser von etwa 110 m wird auf 350 n. Chr. datiert.
Das 60 m messende Zentrum war von drei etwa sechs Meter hohen Wällen und tiefen Gräben umgeben. Nur die Spuren des äußeren Grabens blieben erhalten. Im Südosten liegt der einzige Zugang, der die äußerst seltenen dreifachen Graben-Wall-Linien unterbrach.
Etwa 30 m nördlich liegt ein wesentlich kleinerer Rath, der mit Lisnagade durch gerade Wälle und Gräben verbunden ist. Die in den 1950er Jahren unternommenen Ausgrabungen sind unpubliziert. In der Nähe liegen mit dem Lisnavaragh Ráth und weiteren acht Raths auch die Walllinie Dane’s Cast im Umkreis von einer Meile.